# Ayman Ben Mohamed
Ayman Ben Mohamed (arab. ‏ايمن بن محمد‎; ur. 8 grudnia 1994 w Londynie) – tunezyjski piłkarz pochodzenia irlandzkiego występujący na pozycji lewego obrońcy we francuskim klubie Le Havre AC oraz w reprezentacji Tunezji.

## Kariera klubowa

### University College Dublin A.F.C.
1 stycznia 2013 został przesunięty z akademii University College Dublin A.F.C. do pierwszego zespołu. Zadebiutował 7 marca 2014 w meczu League of Ireland Premier Division przeciwko Bohemian F.C. (0:3). Pierwszą bramkę zdobył 21 marca 2014 w meczu ligowym przeciwko Athlone Town F.C. (2:1). W sezonie 2014 jego drużyna zajęła przedostatnie miejsce w tabeli i po porażce w barażu z Galway United F.C. (1:2), spadła z ligi.

### Longford Town F.C.
1 stycznia 2015 podpisał kontrakt z Longford Town F.C. Zadebiutował 6 marca 2015 w meczu League of Ireland Premier Division przeciwko Dundalk F.C. (1:0). Pierwszą bramkę zdobył 5 czerwca 2015 w meczu ligowym przeciwko Bray Wanderers A.F.C. (0:1).

### Bohemian F.C.
1 stycznia 2016 przeszedł do Bohemian F.C. Zadebiutował 11 marca 2016 w meczu League of Ireland Premier Division przeciwko Sligo Rovers F.C. (1:0). Pierwszą bramkę zdobył 1 kwietnia 2016 w meczu ligowym przeciwko Longford Town F.C. (2:0).

### Espérance Tunis
2 sierpnia 2016 podpisał kontrakt z tunezyjskim klubem Espérance Tunis. Zadebiutował 16 października 2016 w meczu Ligue Professionnelle 1 przeciwko CS Hammam-Lif (0:0). W sezonie 2016/17 jego zespół zajął pierwsze miejsce w tabeli i zdobył mistrzostwo Tunezji. W następnym sezonie jego drużyna powtórzyła sukces i ponownie zdobyła tytuł mistrza Tunezji. W Afrykańskiej Lidze Mistrzów zadebiutował 28 sierpnia 2018 w meczu fazy grupowej przeciwko Township Rollers (0:0). W sezonie 2018 po dwumeczu z Al-Ahly Kair (3:1) i (3:0), jego zespół wygrał Afrykańską Ligę Mistrzów. 15 grudnia 2018 zadebiutował w meczu Klubowych mistrzostw świata przeciwko Al-Ain FC (0:3). W sezonie 2018/19 jego drużyna zdobyła mistrzostwo Tunezji, Afrykańską Ligę Mistrzów oraz Superpuchar Tunezji.

### Le Havre AC
14 sierpnia 2019 przeszedł do francuskiej drużyny Le Havre AC. Zadebiutował 23 sierpnia 2019 w meczu Ligue 2 przeciwko Grenoble Foot 38 (3:1), w którym zdobył swoją pierwszą bramkę dla zespołu.

## Kariera reprezentacyjna

### Tunezja
W 2018 roku otrzymał powołanie do reprezentacji Tunezji. Zadebiutował 16 października 2018 w meczu kwalifikacji Pucharu Narodów Afryki 2019 przeciwko reprezentacji Nigru (1:2). Został powołany do składu na finały Pucharu Narodów Afryki 2019.

## Statystyki

### Klubowe
(aktualne na dzień 8 grudnia 2020)
| Klub               | Sezon              | Liga                    | Liga  | Liga   | Puchar kraju | Puchar kraju | Afryka | Afryka | Inne  | Inne   | Suma  | Suma   |
| Klub               | Sezon              | Liga                    | Mecze | Bramki | Mecze        | Bramki       | Mecze  | Bramki | Mecze | Bramki | Mecze | Bramki |
| ------------------ | ------------------ | ----------------------- | ----- | ------ | ------------ | ------------ | ------ | ------ | ----- | ------ | ----- | ------ |
| UCD                | 2014               | Premier Division        | 17    | 1      | 0            | 0            | –      | –      | –     | –      | 17    | 1      |
| UCD                | Ogólnie            | Ogólnie                 | 17    | 1      | 0            | 0            | 0      | 0      | 0     | 0      | 17    | 1      |
| Longford Town F.C. | 2015               | Premier Division        | 27    | 3      | 0            | 0            | –      | –      | –     | –      | 27    | 3      |
| Longford Town F.C. | Ogólnie            | Ogólnie                 | 27    | 3      | 0            | 0            | 0      | 0      | 0     | 0      | 27    | 3      |
| Bohemian F.C.      | 2016               | Premier Division        | 17    | 2      | 0            | 0            | –      | –      | –     | –      | 17    | 2      |
| Bohemian F.C.      | Ogólnie            | Ogólnie                 | 17    | 2      | 0            | 0            | 0      | 0      | 0     | 0      | 17    | 2      |
| Espérance Tunis    | 2016/17            | Ligue Professionnelle 1 | 3     | 0      | 0            | 0            | –      | –      | –     | –      | 3     | 0      |
| Espérance Tunis    | 2017/18            | Ligue Professionnelle 1 | 2     | 0      | 0            | 0            | 6      | 0      | –     | –      | 8     | 0      |
| Espérance Tunis    | 2018/19            | Ligue Professionnelle 1 | 8     | 0      | 2            | 0            | 11     | 0      | 4     | 0      | 25    | 0      |
| Espérance Tunis    | Ogólnie            | Ogólnie                 | 13    | 0      | 2            | 0            | 17     | 0      | 4     | 0      | 36    | 0      |
| Le Havre AC        | 2019/20            | Ligue 2                 | 16    | 1      | 0            | 0            | –      | –      | –     | –      | 16    | 1      |
| Le Havre AC        | 2020/21            | Ligue 2                 | 10    | 0      | 0            | 0            | –      | –      | –     | –      | 10    | 0      |
| Le Havre AC        | Ogólnie            | Ogólnie                 | 26    | 1      | 0            | 0            | 0      | 0      | 0     | 0      | 26    | 1      |
| Ogólnie w karierze | Ogólnie w karierze | Ogólnie w karierze      | 100   | 7      | 2            | 0            | 17     | 0      | 4     | 0      | 123   | 7      |

### Reprezentacyjne
(aktualne na dzień 8 grudnia 2020)
| Reprezentacja | Rok     | Mecze | Bramki |
| ------------- | ------- | ----- | ------ |
| Tunezja       |         |       |        |
| 2018          | 3       | 0     |        |
| 2019          | 9       | 0     |        |
| 2020          | 2       | 0     |        |
| Ogólnie       | Ogólnie | 14    | 0      |

| Mecze i gole w reprezentacji | Mecze i gole w reprezentacji | Mecze i gole w reprezentacji | Mecze i gole w reprezentacji | Mecze i gole w reprezentacji | Mecze i gole w reprezentacji | Mecze i gole w reprezentacji | Mecze i gole w reprezentacji    |
| Lp.                          | Data                         | Miejsce                      | Gospodarz                    | Gość                         | Wynik                        | Gol                          | Rozgrywki                       |
| ---------------------------- | ---------------------------- | ---------------------------- | ---------------------------- | ---------------------------- | ---------------------------- | ---------------------------- | ------------------------------- |
| 1.                           | 16.10.2018                   | Niamey                       | Niger                        | Tunezja                      | 1:2                          |                              | el. Pucharu Narodów Afryki 2019 |
| 2.                           | 16.11.2018                   | Aleksandria                  | Egipt                        | Tunezja                      | 3:2                          |                              | el. Pucharu Narodów Afryki 2019 |
| 3.                           | 20.11.2018                   | Radis                        | Tunezja                      | Maroko                       | 0:1                          |                              | Mecz towarzyski                 |
| 4.                           | 22.03.2019                   | Radis                        | Tunezja                      | Eswatini                     | 4:0                          |                              | el. Pucharu Narodów Afryki 2019 |
| 5.                           | 17.06.2019                   | Radis                        | Tunezja                      | Burundi                      | 2:1                          |                              | Mecz towarzyski                 |
| 6.                           | 28.06.2019                   | Suez                         | Tunezja                      | Mali                         | 1:1                          |                              | Puchar Narodów Afryki 2019      |
| 7.                           | 14.07.2019                   | Kair                         | Senegal                      | Tunezja                      | 1:0                          |                              | Puchar Narodów Afryki 2019      |
| 8.                           | 06.09.2019                   | Radis                        | Tunezja                      | Mauretania                   | 1:0                          |                              | Mecz towarzyski                 |
| 9.                           | 10.09.2019                   | Rouen                        | Tunezja                      | Wybrzeże Kości Słoniowej     | 1:2                          |                              | Mecz towarzyski                 |
| 10.                          | 12.10.2019                   | Radis                        | Tunezja                      | Kamerun                      | 0:0                          |                              | Mecz towarzyski                 |
| 11.                          | 15.11.2019                   | Radis                        | Tunezja                      | Libia                        | 4:1                          |                              | el. Pucharu Narodów Afryki 2021 |
| 12.                          | 19.11.2019                   | Malabo                       | Gwinea Równikowa             | Tunezja                      | 0:1                          |                              | el. Pucharu Narodów Afryki 2021 |
| 13.                          | 09.10.2020                   | Radis                        | Tunezja                      | Sudan                        | 3:0                          |                              | Mecz towarzyski                 |
| 14.                          | 13.10.2020                   | Sankt Veit an der Glan       | Nigeria                      | Tunezja                      | 1:1                          |                              | Mecz towarzyski                 |

## Sukcesy

### Espérance Tunis
- Mistrzostwo Tunezji (3×): 2016/2017, 2017/2018, 2018/2019
- Afrykańska Liga Mistrzów (2×): 2018, 2018/2019
- Superpuchar Tunezji (1×): 2019